# Povos maias
Os povos maias constituem um conjunto diverso de povos nativos americanos do sul do México e do norte da América Central. O termo maia é abrangente e ao mesmo tempo uma designação colectiva conveniente que inclui os povos da região que partilham de alguma forma uma herança cultural e linguística; porém, esta designação abarca muitas populações, sociedades e grupos étnicos diferentes, cada um com as suas tradições particulares, culturas e identidade histórica.
Estima-se que no início do século XXI esta região seja habitada por 6 milhões de maias. Alguns encontram-se bastante integrados nas culturas modernas dos países em que residem, outros continuam a seguir um modo de vida mais tradicional e culturalmente distinto, muitas vezes falando uma das línguas maias como primeiro idioma.
As maiores populações de maias contemporâneos encontram-se nos estados mexicanos de Yucatan, Campeche, Quintana Roo e Chiapas, e nos países da América Central Belize, Guatemala, e nas regiões ocidentais de Honduras e El Salvador.

## México

### Península de Yucatán
O maior grupo de maias modernos pode ser encontrado na península de Iucatã no México. Geralmente identificam-se a si mesmos como maias sem qualquer tribo (ao contrário dos habitantes das terras altas da Guatemala), e falam uma língua designada maia iucateco, designada pelos seus falantes e iucatecos simplesmente maia. Entre os falantes de maia é também falado o castelhano quer como primeira quer como segunda língua.

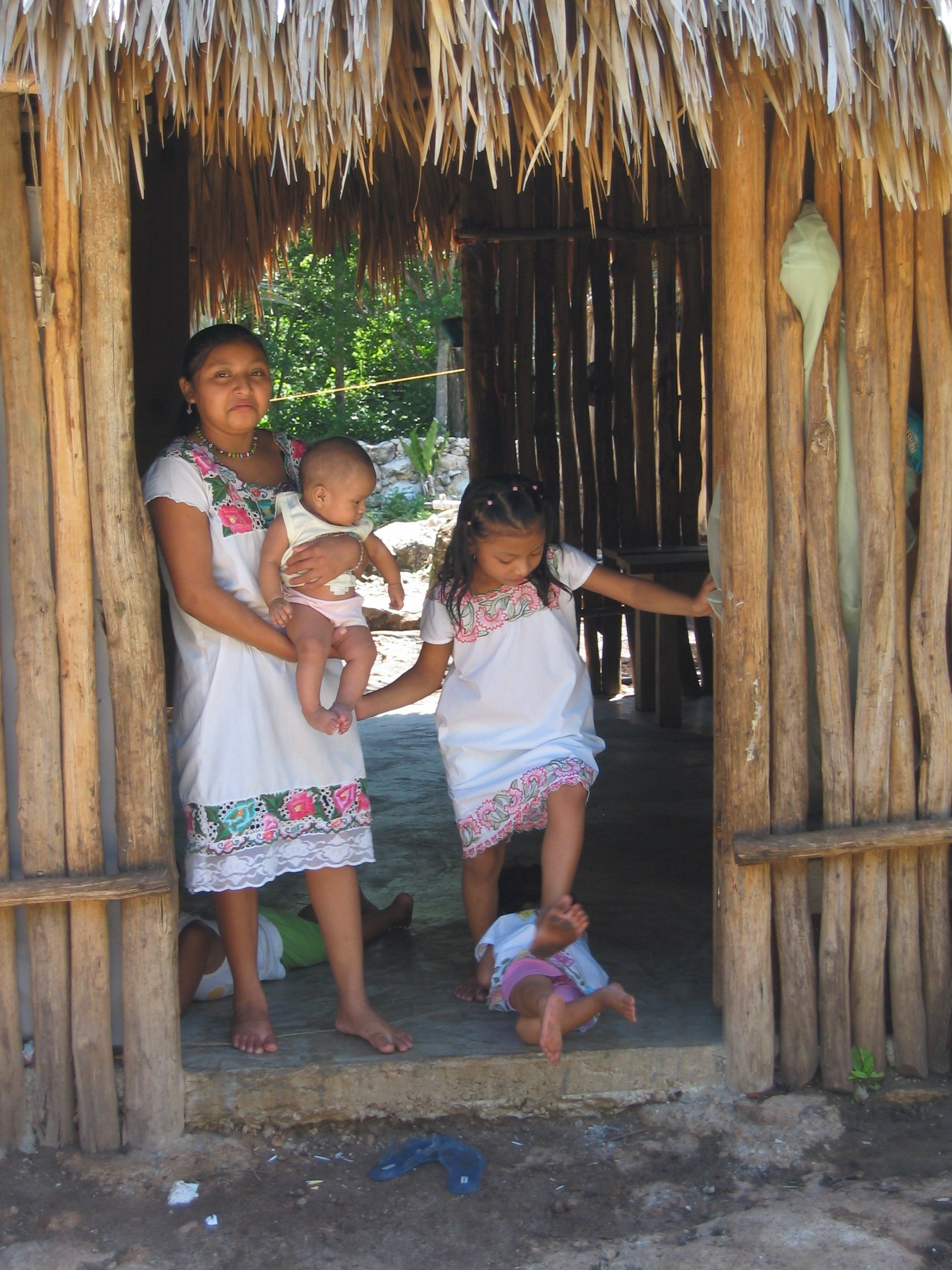
Comunidade indígena Maia do Yucatán

A população indígena do Iucatã conheceu os europeus pela primeira vez após um grupo de náufragos espanhóis ter dado à costa em 1511. Um dos marinheiros, Gonzalo Guerrero de seu nome, terá formado família e obtido um lugar num conselho num povoado próximo de Chetumal. As expedições espanholas posteriores (Francisco Hernández de Córdoba em 1517, Juan de Grijalva em 1518 e Hernán Cortés em 1519) resultaram em numerosos conflitos e numa guerra aberta. Os conflitos com os espanhóis e a vulnerabilidade que apresentavam às doenças trazidas por eles, reduziram os números da população maia Iucateca para menos de 10 000 em 1850. Os que se encontravam mais para leste nas selvas de Quintana Roo, permaneceram mais isolados dos espanhóis, o que lhe permitiu que sobrevivessem mais facilmente. Historicamente, a população na metade oriental da península foi menos afectada e menos integrada pela cultura hispânica que aquela da metade ocidental.
Uma grande rebelião de indígenas maias de Iucatã ocorrida no século XIX, conhecida como a guerra de castas de Iucatã, foi uma das mais bem sucedidas revoltas modernas de indígenas americanos; como resultado desta revolta aconteceu o estabelecimento temporário do estado maia de Chan Santa Cruz, reconhecido como nação independente pelo Império Britânico.

### Chiapas
Durante muitos anos, Chiapas foi uma das regiões do México menos tocada pelas reformas decorrentes da Revolução Mexicana. O Exército Zapatista de Libertação Nacional, que iniciou uma revolta contra o estado mexicano em Chiapas em Janeiro de 1994, autodeclarou-se um movimento indígena e obteve o maior e primeiro apoio dos maias chiapanecos, alguns dos quais continuam ainda a apoiar o EZLN.
Os grupos maias de Chiapas incluem os tsotsil e os tseltal nas terras altas do estado, os tojolabal nas terras baixas próximo de Las Margaritas e o povo chol na selva.
O mais tradicional dos povos maias é o dos lacandões, uma pequena população que evitou os contactos com pessoas exteriores até muito tarde no século XX, vivendo em pequenos grupos na Selva Lacandona.

### Tabasco
O estado de Tabasco é a terra natal dos maias chontal.

## Belize
A população maia concentra-se nos distritos de Cayo e Toledo, mas encontram-se espalhados por todo o país. Falam as línguas iucateca, queqchi ou mopan.

## Guatemala
Na Guatemala, as maiores e mais conservadoras populações maias encontram-se nas terras altas do ocidente do país.
Na Guatemala, o padrão colonial espanhol de manter a população indígena legalmente separada e subserviente continuou até bastante tarde no século XX. Um dos resultados desta situação foi a manutenção de muitos costumes tradicionais.
Continua a existir uma identificação considerável com afinidades locais e linguísticas, muitas vezes correspondentes a estados-nação pré-colombianos, e muitos continuam a envergar trajes tradicionais que mostram a sua identidade local específica.
Entre os povos maias das terras altas da Guatemala contam-se os quiché, mam, pocomam, caqchiquel, ixil, queqchi, tsutuil e jacaltecas.
A região sudeste da Guatemala (na fronteira com as Honduras) é habitada por outros grupos como os chorti.